# Turatia morettii
Turatia morettii är en fjärilsart som beskrevs av Turati 1926. Turatia morettii ingår i släktet Turatia och familjen spillningsmalar. Inga underarter finns listade i Catalogue of Life.